# Hexamino

Les 35 différents hexaminos.

Un hexamino est un polyomino composé de six carrés de même dimension.  Si la rotation et la réflexion ne sont pas considérés, alors il y a 35 tuiles différentes possibles.
La figure montre tous les hexaminos possibles, colorés selon leur groupe de symétrie :
- 20 hexaminos, en noir, sont sans symétrie.
- 6 hexaminos, en rouge, possèdent un axe de symétrie selon les lignes de la grille. Leur groupe de symétrie possède deux éléments, l'identité et la réflexion selon une ligne parallèle aux côtés de la grille.
- 2 hexaminos, en vert, ont un axe de symétrie à 45° par rapport aux lignes de la grille. Leur groupe de symétrie a deux éléments : l'identité et la réflexion diagonale.
- 5 hexaminos, en bleu, ont une symétrie selon un point, aussi connu comme une   symétrie de rotation d'ordre 2. Leur groupe de symétrie possède deux éléments : l'identité et la rotation de 180°.
- 2 hexaminos, en pourpre, possèdent deux axes de symétrie, alignés selon les lignes de la grille. Leur groupe de symétrie possède quatre éléments.

Si les réflexions des hexaminos étaient distinctes, alors la première et la quatrième catégories doubleraient en taille, ce qui donnerait un surplus de 25 hexaminos pour un total de 60 hexaminos différents.

## Pavage

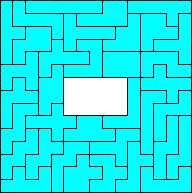
Carré 15x15 avec trou construit avec les 35 hexaminos.

Bien qu'un ensemble de 35 hexaminos contient 210 carrés, il n'est pas possible de paver un rectangle sans trou, au contraire des pentaminos. Une preuve, simple, fait appel à la parité. Si les hexaminos sont déposés sur un échiquier, alors 11 couvrent un nombre pair de carrés noir (soit 2 blancs et 4 noirs, ou vice-versa) et 24 couvrent un nombre impair de carrés noir (3 blancs et 3 noirs). En tout, un nombre pair de carrés noir carrés sera couvert, peu importe l'arrangement. Cependant, un rectangle de 210 carrés contient 105 carrés noirs et 105 carrés blancs.
Il y a d'autres figures simples de 210 carrés que les hexaminos peuvent paver sans trou. Par exemple, un carré 15 × 15 avec un rectangle 3 × 5 en moins au centre fait 210 carrés. Possédant 106 carrés blancs et 104 carrés noirs (ou l'inverse), son pavage est possible selon la preuve de la parité mentionnée ci-avant. Une solution existe : voir (en) .

## Patrons du cube

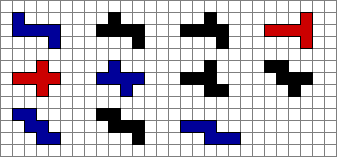
Les onze patrons du cube.

Parmi les hexaminos, onze d'entre eux sont des patrons permettant de confectionner un cube. Ils sont figurés ci-contre, avec les mêmes colorations par groupe de symétrie.

## Sources
- (en) Page maintenue par Jürgen Köller, qui inclut la symétrie et le pavage
- (en) Une page sur les polyominos
- (fr) Les patrons du cube